# Kirk Gibson
Kirk Gibson (Pontiac, Míchigan, EUA, 28 de mayo de 1957) es un exbeisbolista  estadounidense. Durante su carrera profesional en las Grandes Ligas, ganó dos Series Mundiales en 1984 y 1988, año en el que obtuvo el reconocimiento como jugador más valioso de la Liga Nacional.
Entre 2010 y 2014 se desempeñó como mánager en las mayores con Arizona Diamondbacks, cargo en el que también fue galardonado como el mejor en el 2011.

## Trayectoria
Aunque practicó el fútbol americano en la Universidad Estatal de Míchigan, fue el béisbol el que le dio la oportunidad de comenzar una carrera profesional cuando fue seleccionado por los Detroit Tigers en 1978. Sin embargo, en los primeros años una serie de lesiones le impidieron tener un buen desempeño, pero en 1984 logró la marca de 20 cuadrangulares y 20 bases robadas que ningún jugador de la franquicia había conseguido en la historia. Ese mismo año los Tigers se alzaron con la Serie Mundial, con gran aporte de Gibson quien fue reconocido como el más valioso de la serie divisional, y en el clásico de otoño aportó siete carreras impulsadas. 
En 1985, alcanzó su mejor marca personal de cuadrangulares con 29. Para la temporada de 1988 pasó a formar parte de Los Angeles Dodgers, y logró 28 cuadrangulares en la temporada. Los Dodgers alcanzaron el título divisional y enfrentaron a los New York Mets por el banderín de la Liga Nacional. En esta serie Gibson anotó el cuadrangular ganador del juego cuatro, otro de tres carreras en el quinto, y un fly de sacrificio que abrió el marcador en el séptimo juego.
Sin embargo, con Los Ángeles en la Serie Mundial y en el primer juego, realizó la jugada más memorable de su carrera. El equipo perdía 3-4 frente a Oakland Athletics en la última entrada con dos outs y un jugador en las bases. Gibson llegó a la caja de bateo aquejado por una lesión en la pierna y logró un dramático cuadrangular frente al lanzador Dennis Eckersley que le otorgó la victoria a su equipo. Recorrió las bases cojeando y visiblemente adolorido, en lo que sería su única aparición en la serie ganada finalmente por los Dodgers.
No pudo completar las temporadas 1989 y 1990 con los Dodgers por dicha lesión. En 1991 pasó a las filas de los Kansas City Royals y posteriormente a Pittsburgh Pirates en 1992. En 1993 retornó a Detroit y logró 23 cuadrangulares en la temporada incompleta de 1994. El año 1995 fue su última temporada, y en el 2001 fue incorporado al Salón de la Fama del Béisbol.
Entre las temporadas de 2010 y 2014 asumió como mánager de Arizona Diamondbacks, siendo reconocido en el 2011 como «Mánager del año» de la Liga Nacional. Posteriormente pasó a formar parte del grupo de comentaristas para Detroit Tigers de la cadena Fox Sports, pero el 28 de abril de 2015 anunció el padecimiento de la enfermedad de Parkinson lo que asumió como un desafío que enfrentará «con la misma decisión e intensidad» que ha desplegado en todas sus tareas.